# 桃源春曉
〈桃源春曉〉，古琴曲，以陶淵明的《桃花源記》為題材。現存曲譜中最早見於《西麓堂琴統》，為該譜中倒數第二曲。今有琴家成公亮打譜演奏的版本。

## 解題
《西麓堂琴統》：「晉太康中，武陵漁者操舟溪行，迷失道。見桃花夾岸，落英繽紛，遂沿溪而入，得異境，桒麻村落，男女怡然，爭來問訊。云是秦人，避亂居此，不知有漢，無論魏晉，留數日送歸，他日覓，不可得矣，故有是曲。」。

## 絃式
《西麓堂琴統》：「清羽調」（緊五絃）。

## 曲譜版本
收錄於《西麓堂琴統》、《琴苑心傳全編》、《天聞閣琴譜》

## 演奏版本
- 《西麓堂琴統》，成公亮打譜並演奏。[3][4][5]

## 外部連結
- YouTube上的〈桃源春曉〉，成公亮演奏，收錄於《如是寧靜》 （页面存档备份，存于）